# Заступање
Заступање је релативно нов приступ у социјалном раду иако је као појава позната у другим професијама. Постоје различите дефиниције заступања. Међународна федерација социјалних радника (IFSWA) у свом Етичком кодексу наводи да је то ексклузивно и заједничко представљање клијената (или случаја) на форумима, уз покушаје да се систематски изврши утицај на доносиоце одлука у неправедном и неодговарајућем систему. Заступање је етичка обавеза сваког социјалног радника, а најважније особине заступника су: усмереност на акцију, противљење неправди, повезивање праксе са системом власти, стрпљивост и усмереност ка оснаживању клијената.